# Такталачукское сельское поселение
Такталачукское се́льское поселе́ние — муниципальное образование в Актанышском районе Татарстана Российской Федерации.
Административный центр — село Такталачук.

## История
Статус и границы сельского поселения установлены законом Республики Татарстан от 31 января 2005 года № 13-ЗРТ «Об установлении границ территорий и статусе муниципального образования „Актанышский муниципальный район“ и муниципальных образований в его составе».

## Население
| 2010 | 2011  | 2012 | 2013 | 2014 | 2015 | 2016 |
| ---- | ----- | ---- | ---- | ---- | ---- | ---- |
| 1015 | ↘1014 | ↘980 | ↘969 | ↗972 | ↘964 | ↘949 |
| 2017 | 2018  | 2019 | 2020 |      |      |      |
| ↘928 | ↘908  | ↘897 | ↘885 |      |      |      |

## Состав сельского поселения
| № | Населённый пункт | Тип населённого пункта       | Население |
| - | ---------------- | ---------------------------- | --------- |
| 1 | Азметьево        | деревня                      |           |
| 2 | Такталачук       | село, административный центр |           |
| 3 | Таймурзино       | деревня                      |           |